# Spongiforma squarepantsii
Spongiforma squarepantsii là một loài nấm thuộc chi Spongiforma. Chúng tạo ra các thể quả có màu cam cao su, giống bọt biển và có mùi trái cây hoặc mùi mốc. Thể quả của loài này rộng 10 cm (3,9 in) và cao 7 cm (2,8 in). Nếu chúng bị vắt kiệt nước thì chúng sẽ trở lại hình dáng ban đầu giống như bọt biển. Bào tử của loài này có hình quả hạnh nhân, có bề mặt gồ ghề với kích thước 10‑12,5 μm x 6‑7 μm và được tạo ra trên bề mặt của các hốc trên nấm. Tên của loài nấm này bắt nguồn từ nhân vật hoạt hình SpongeBob SquarePants trong bộ phim cùng tên. Spongiforma squarepantsii là một trong hai loài thuộc chi Spongiforma. Chúng khác với loài Spongiforma thailandica về màu sắc, mùi và cấu trúc bào tử.

## Phân loại học

### Lịch sử
Spongiforma squarepantsii được mô tả khoa học trực tuyến lần đầu tiên vào tháng 5 năm 2011 trên tạp chí Mycologia với tác giả là nhà nấm học Dennis E. Desjardin, Kabir Peay và Thomas Bruns. Bản mô tả này dựa trên hai mẫu vật được Bruns thu thập vào năm 2010 tại Vườn Quốc gia Lambir Hills ở Sarawak, Malaysia. Loài này lần đầu tiên được phát hiện trong tài liệu vào năm 2010 về nghiên cứu nấm rễ cộng sinh ở rừng khộp nhiệt đới tại Lambir Hills, nhưng loài này không được mô tả chính thức trong tài liệu đó. Do hình dạng khác thường của chúng, Desjardin và các cộng sự ban đầu không chắc chắn liệu loài mới này có thuộc ngành Nấm đảm hay Nấm túi không. Các phân tích sâu hơn cho thấy loài này có quan hệ với Spongiforma, một chi mới được mô tả từ rừng khộp ở Thái Lan vào năm 2009. Sự giống nhau giữa Spongiforma squarepantsii và Spongiforma thailandica đã được xác nhận bằng phân tích phân tử cho thấy trình tự DNA ribosome của hai loài này trùng khớp 98%.
Danh pháp chi Spongiforma đề cập đến tính chất giống bọt biển của quả thể, còn danh pháp loài Squarepantsii là sự Latin hóa tên của nhân vật hoạt hình SpongeBob SquarePants vì có hình dạng giống với loài nấm này. Ngoài ra, các tác giả cũng lưu ý rằng bề mặt chứa bào tử (bào tầng) khi quan sát bằng kính hiển vi điện tử quét, có phần giống như "một đáy biển được bao phủ bởi bọt biển dạng ống và gợi lên ngôi nhà hư cấu của SpongeBob". Mặc dù danh pháp này bị các biên tập viên của Mycologia bác bỏ vì cho rằng danh pháp đó là phù phiếm, nhưng Desjardin và các cộng sự vẫn khẳng định rằng "chúng tôi có thể đặt tên nó là bất kỳ cái tên nào chúng tôi thích".

## Mô tả
Spongiforma squarepantsii có thể quả màu cam sáng, hình dạng từ gần cầu đến hình bầu dục và có chiều rộng từ 3–5 cm (1,2–2,0 in) và chiều cao từ 2–3 cm (0,8–1,2 in). Bào tử của loài này có hình quả hạnh nhân, thường có kích thước từ 10–12,5 μm x 6–7 μm với thành tế bào dày từ 0,5–1,2 μm. Mặc dù loài này không có cuống nấm, nhưng chúng có một columella thô sơ, đó là một sợi mô nhỏ kéo dài đến giữa thể quả. Bề mặt của thể quả có những đường gờ sâu và nếp gấp hơi giống bộ não. Chúng giống như bọt biển và cao su vì khi chúng bị vắt kiệt nước thì sẽ quay trở lại hình dáng ban đầu. Bề mặt của loài này có các khoảng trống không đều và tương đối lớn. Các khoảng trống này có đường kính từ 2 đến 10 mm (0,1 đến 0,4 in). Thể quả của loài này có mùi nồng nặc được mô tả là "có mùi trái cây lờ lợ hoặc mùi mốc nặng". Mô của loài nấm này sẽ chuyển sang màu tím nếu nhỏ giọt dung dịch 3% kali hydroxide (KOH) vào. Không rõ liệu loài nấm này có ăn được không.

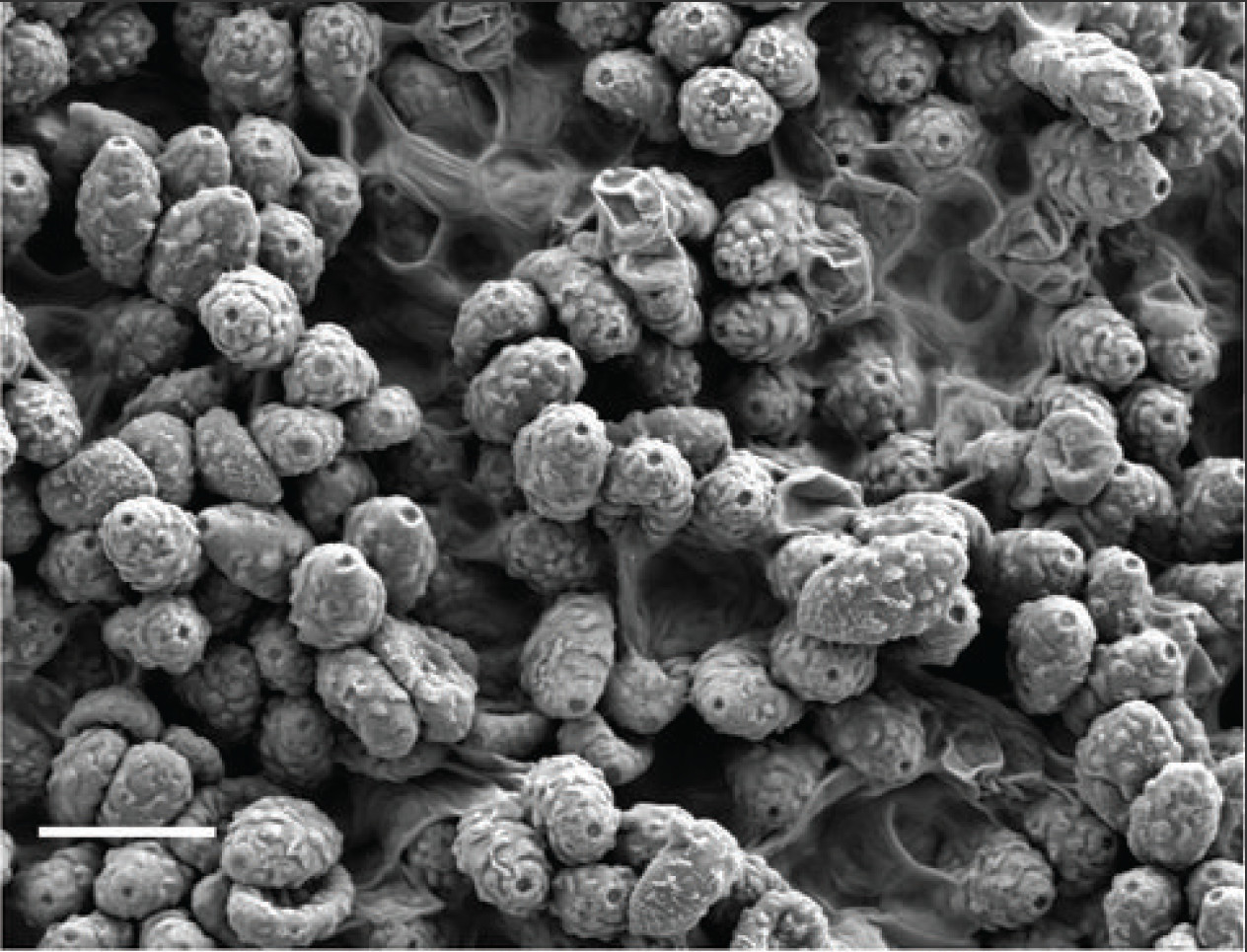
Ảnh chụp vi điện tử quét màng trinh cho thấy các bào tử với tỉ xích là 10 mm

## Phạm vi và môi trường sống
Spongiforma squarepantsii được tìm thấy trên mặt đất ở Vườn Quốc gia Đồi Lambir (Bang Sarawak, Malaysia), phía bắc Borneo (4°20′B 113°50′Đ / 4,333°B 113,833°Đ). Rừng mưa nhiệt đới này có lượng mưa 3.000 milimét (120 in) mỗi năm với nhiệt độ trung bình dao động từ 24–32 °C (75–90 °F). Cấu trúc của thể quả cho phép chúng nhanh chóng hồi phục khi khô cạn bằng cách hút hơi ẩm từ không khí. Mùi hương đặc biệt của loài này cho thấy rằng động vật có thể là trung gian phân tán bào tử.